# Aetius nocturnus
Aetius nocturnus är en spindelart som beskrevs av Christa L. Deeleman-Reinhold 200. Aetius nocturnus ingår i släktet Aetius och familjen flinkspindlar. Inga underarter finns listade i Catalogue of Life.